# Yelicones scutellaris
Yelicones scutellaris är en stekelart som beskrevs av Quicke, Austin och Chishti 1998. Yelicones scutellaris ingår i släktet Yelicones och familjen bracksteklar. Inga underarter finns listade i Catalogue of Life.